# Otto Ernst Leopold von Limburg-Stirum

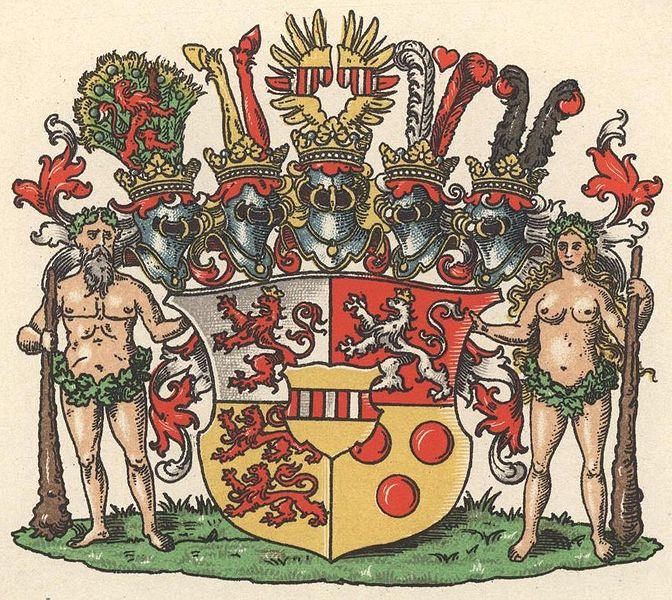
Wappen der Grafen von Limburg-Stirum

Otto Ernst Leopold Reichsgraf von Limburg-Stirum (* 10. Januar 1684 in Borken, Burg Gemen; † 4. März 1754 in Buda) war ein deutscher General der Kaiserlichen Armee.

## Herkunft
Er stammte aus der alten Grafenfamilie Limburg-Stirum und wurde geboren als Sohn des Generalfeldmarschalls Hermann Otto II. von Limburg-Styrum (1646–1704), sowie dessen Gattin Charlotte Amalie Gräfin von Vehlen und Mengen (1662–1727), Enkelin des kaiserlichen Feldmarschalls der Katholischen Liga, Alexander II. von Velen. Sein Vater erlitt am 2. Juli 1704, in der Schlacht bei Donauwörth, tödliche Verwundungen.

## Leben
Otto Ernst Leopold von Limburg-Stirum war Kammerpage am kaiserlichen Hof zu Wien, wurde durch Erbfolge Herr von Gemen und schlug ebenfalls die militärische Laufbahn in der Reichsarmee ein.
1704, im Spanischen Erbfolgekrieg, kämpfte er als Kornett (Reiteroffizier) bei der Belagerung von Turin. 1712 avancierte der Graf zum kaiserlichen Kammerherrn, von 1716 bis 1732 diente er als Obristleutnant bei den Montecuccoli-Kürassieren (altes Kürassierregiment Nr. 18), bei denen er den 6. Österreichischen Türkenkrieg mitmachte und 1716 in der Schlacht von Peterwardein, sowie 1717 bei Belgrad focht. Als Kurier brachte er die bei Belgrad erbeuteten türkischen Feldzeichen nach Wien. 1724 wurde er Oberst, 1732 ernannte man Limburg-Stirum zum kaiserlichen Geheimrat. Er erhielt 1733 die Beförderung zum Generalwachtmeister, 1735 zum Feldmarschallleutnant und Kommandeur des Dragoner-Regiments von Czeicka. In dieser Zeit erwarb er aus dem mütterlichen Besitz auch die Herrschaft Raesfeld. 1734 und 1735 kämpfte der Offizier im Polnischen Thronfolgekrieg  unter Prinz Eugen am Rhein. 1737–1739 nahm Otto Ernst Leopold von Limburg-Stirum am 7. Österreichischen Türkenkrieg teil, wurde 1739 General der Kavallerie und focht mit großer Tapferkeit in der unglücklichen Schlacht bei Grocka. Im selben Jahr übernahm er die Stelle eines Festungskommandanten von Buda. Als solcher verstarb er dort 1754.

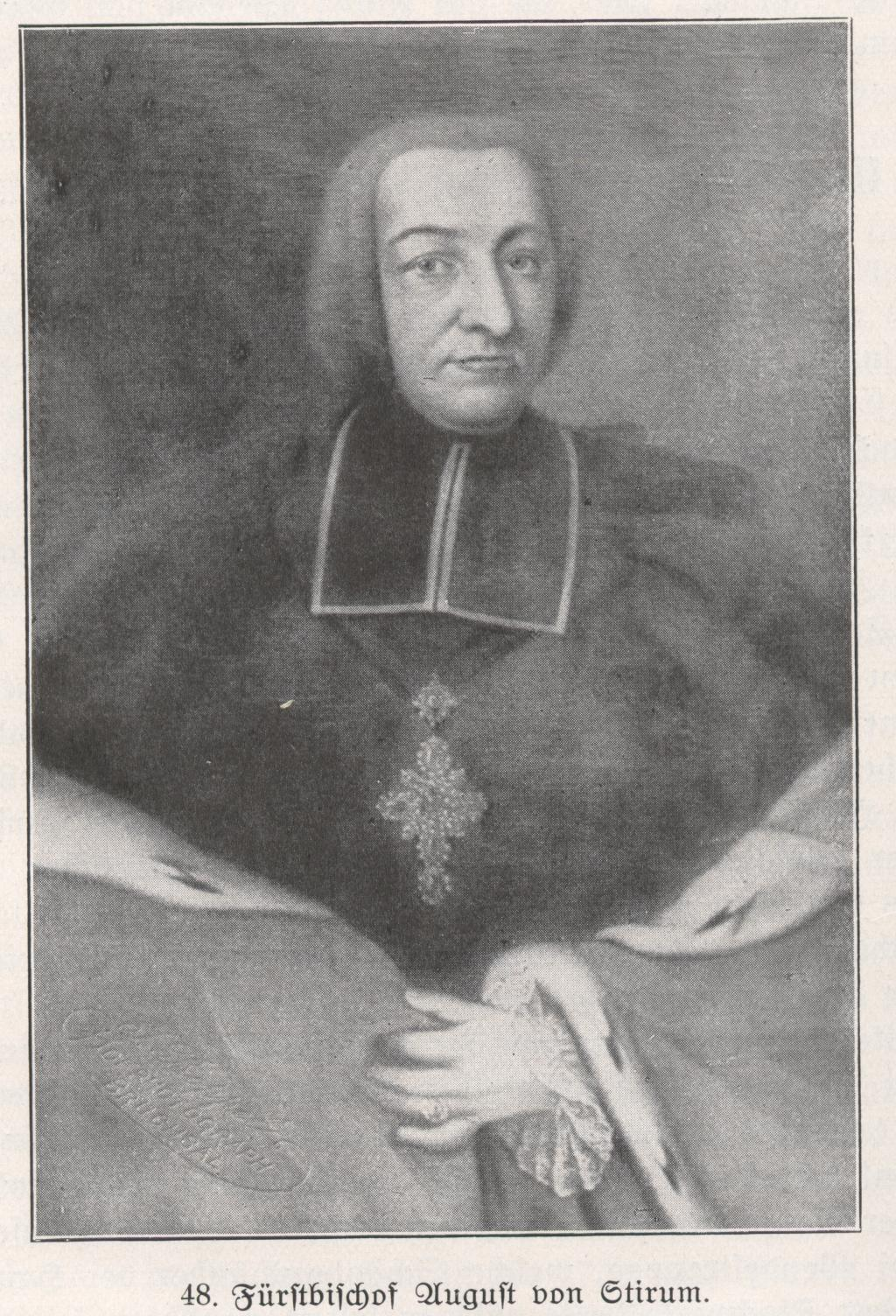
Der Sohn Damian August, Fürstbischof von Speyer

## Familie
Otto Ernst Leopold von Limburg-Stirum heiratete 1706 in Mainz Amalia Anna Elisabeth von Schönborn, die Schwester des nachmaligen Speyerer Kardinal-Fürstbischofs Damian Hugo Philipp von Schönborn-Buchheim (1676–1743). Mit ihr hatte er mehrere Kinder.
Der älteste Sohn, Friedrich Karl (1710–1771), folgte seinem Vater in der Regierung der Herrschaften nach. Der jüngere, Damian August Philipp, wählte den geistlichen Stand und amtierte von 1770 bis 1797 als Fürstbischof von Speyer.